# 11 Малой Медведицы
11 Малой Медведицы, (англ. 11 Ursae Minoris) — звезда, которая находится в созвездии Малая Медведица на расстоянии около 390 световых лет от нас. У звезды обнаружен кандидат в экзопланеты.

## Характеристики
11 Малой Медведицы относится к классу оранжевых гигантов, старым звёздам, сошедшим с главной последовательности по Диаграмме Герцшпрунга — Рассела. Подобные звёзды в процессе термоядерного синтеза практически выработали весь водород и находятся практически на последней стадии звёздной эволюции. 11 Малой Медведицы по размерам намного больше Солнца (радиус равен почти 24 радиусам Солнца), однако по массе практически такая же — 1,8 масс Солнца.

## Планетная система
В 2009 году группой астрономов было объявлено об открытии массивного объекта в системе — кандидата в экзопланеты 11 Малой Медведицы b. Объект обращается на расстоянии 1,54 а. е. от родительской звезды, совершая полный оборот за 516 суток. Его масса определяется приблизительно в 10,5 масс Юпитера.